# Stephanoscyphus allmani
Stephanoscyphus allmani is een schijfkwal uit de familie Atorellidae. De kwal komt uit het geslacht Stephanoscyphus. Stephanoscyphus allmani werd in 1890 voor het eerst wetenschappelijk beschreven door Kirkpatrick. 